# Kanton Saint-Martin-de-Seignanx
Der Kanton Saint-Martin-de-Seignanx war bis 2015 ein französischer Wahlkreis im Arrondissement Dax, im Département Landes und in der Region Aquitanien; sein Hauptort war Saint-Martin-de-Seignanx, Vertreter im Generalrat des Départements war zuletzt von 2008 bis 2015 Lionel Causse (PS). 
Der Kanton war 149,77 km² groß und hatte im Jahr 2012 25.770 Einwohner.

## Gemeinden
Der Kanton umfasste acht Gemeinden:
| Gemeinde                 | Einwohner Jahr | Fläche km² | Bevölkerungsdichte | Code INSEE | Postleitzahl |
| ------------------------ | -------------- | ---------- | ------------------ | ---------- | ------------ |
| Biarrotte                | 270 (2013)     | –          | – Einw./km²        | 40390      | 40042        |
| Biaudos                  | 882 (2013)     | –          | – Einw./km²        | 40390      | 40044        |
| Ondres                   | 4753 (2013)    | –          | – Einw./km²        | 40440      | 40209        |
| Saint-André-de-Seignanx  | 1619 (2013)    | –          | – Einw./km²        | 40390      | 40248        |
| Saint-Barthélemy         | 395 (2013)     | –          | – Einw./km²        | 40390      | 40251        |
| Saint-Laurent-de-Gosse   | 590 (2013)     | –          | – Einw./km²        | 40390      | 40268        |
| Saint-Martin-de-Seignanx | 4973 (2013)    | –          | – Einw./km²        | 40390      | 40273        |
| Tarnos                   | 12.269 (2013)  | –          | – Einw./km²        | 40220      | 40312        |